# Villemeux-sur-Eure
Villemeux-sur-Eure – miejscowość i gmina we Francji, w Regionie Centralnym, w departamencie Eure-et-Loir.
Według danych na rok 1990 gminę zamieszkiwały 1262 osoby, a gęstość zaludnienia wynosiła 68 osób/km² (wśród 1842 gmin Regionu Centralnego Villemeux-sur-Eure plasuje się na 311. miejscu pod względem liczby ludności, natomiast pod względem powierzchni na miejscu 718.).